# مرزم
مُرزِم (جارچی) یا بتا سگ بزرگ یک ستاره است که در صورت فلکی سگ بزرگ قرار دارد.